# Anomala flavovaria
Anomala flavovaria är en skalbaggsart som beskrevs av Gilbert John Arrow 1917. Anomala flavovaria ingår i släktet Anomala och familjen Rutelidae. Inga underarter finns listade i Catalogue of Life.